# Ovavesiculida
Ordre
Les Ovavesiculida sont un ordre de microsporidies. Ce sont des champignons pathogènes.

## Liste des sous-taxons
- Famille des Ovavesiculidae
- Genre incertae sedis Nematocida